# 광주극락초등학교
광주극락초등학교는 대한민국 광주광역시 서구 유촌동에 있는 초등학교이다.

## 학교 연혁
- 1931년 11월 4일 극락공립보통학교 개교(설립인가 10월 4일)
- 1938년 4월 1일 극락공립심상소학교로 개칭[1]
- 1941년 4월 1일 극락공립국민학교로 개칭[2]
- 1949년 12월 31일 극락국민학교로 명칭 변경[3]
- 1955년 7월 15일 광주극락국민학교 개칭(광주시 편입[4])
- 1985년 12월 31일 본관 신축
- 1986년 3월 15일 병설유치원 개원
- 1995년 10월 14일 학교 급식실 개소
- 1996년 3월 1일 광주극락초등학교로 개명[5]
- 1998년 7월 3일 다목적 강당 준공
- 2008년 10월 10일 자연학습 사육장 설치(본관 뒷편)
- 2009년 3월 30일 학교 생태 연못 조성, 학교 생태 숲 조성(광주시청, 생명의 숲 협찬)
- 2009년 10월 23일 학교 잔디 운동장 준공
- 2012년 3월 1일 빛고을 혁신학교(자율학교) 지정 운영
- 2014년 5월 7일 본관동 화장실 및 교실[6] 증축
- 2015년 2월 21일 급식실 현대화 사업 및 특별실[7] 증축
- 2015년 3월 2일 스마트교실 구축 및 정보화기자재 정비
- 2015년 4월 30일 학교 명상의 숲 조성 사업(서구청 공모 사업)
- 2015년 11월 1일 유덕동 주민센터, 유덕초, 광주극락초, 유덕중 '유덕마을 교육행정협의회 협약서'체결
- 2015년 12월 18일 빛고을혁신학교 재지정 (4년)
- 2016년 2월 3일 병설유치원 제30회 졸업(15명, 누계 572명)
- 2016년 2월 5일 제83회 졸업(21명, 누계 14017명)
- 2016년 12월 30일 학교 영상정보 처리기기(CCTV) 교체(3대) 및 신규설치(5대)
- 2016년 4월 25일 학교 환경개선 사업(학교 옥상 및 현관 방수 공사)
- 2016년 4월 1일 '상무·유촌 마을에서 희망 맺기' 마을교육공동체 사업 참여, 학부모 진로강사단·학생진로교육·가족캠프·마을운동회·마을환경지킴이 활동 등 전개
- 2017년 2월 3일 병설유치원 제31회 졸업(21명, 누계 593명)
- 2017년 2월 7일 제84회 졸업(29명, 누계 14046명)
- 2017년 2월 8일 우리마을 사랑방 통 개소
- 2017년 4월 30일 학교 운동장 트랙·인조잔디구장 철거 및 마사토 교체 공사
- 2018년 1월 3일 제33회 병설유치원 졸업 (20명) - 누계 630명
- 2018년 1월 4일 제86회 졸업 (29명, 누계 14097명)
- 2018년 2월 28일 학교 현관 '휴마루' 공간 조성
- 2018년 9월 1일 낙낙놀이터 조성(초록우산 어린이재단 지원)
- 2019년 1월 3일 제34회 병설유치원 졸업 (15명, 누계 645명)
- 2019년 1월 10일 제87회 졸업 (36명, 누계 14133명)
- 2019년 3월 1일 제40대 백해경 교장 부임
- 2020년 3월 1일 빛고을 혁신학교 3기 재지정(4년)

## 학교 상징
교화는 장미나라와 민족을 위해 정열을 바치는 기상(긍지, 정열, 예지), 교목은 은행나무남을 위해 봉사하는 따뜻한 마음(후덕, 기풍, 건강), 교색은 파란색푸른 꿈을 안고 날로 정진하는 자세(진취, 희망, 평화)이다.

## 참고 자료
- 광주극락초등학교 - 한국교육학술정보원 학교알리미

## 통학 구역
- 극락·효광초 공동통학구역: 10통 5반일부(690, 690-1~2, 691-2~3, 691-5, 691-7~13, 691-15~18, 691-23~24, 691-27, 691-37, 691-42~43, 688-4, 688-8)
- 서구 유덕동 1통~4통, 7통~9통
- 극락·효광초 공동통학구역: 12통~15통
- 극락·유덕초 공동통학구역: 5통~6통(호반리젠시빌)